# آرانیا جوهر
آرانیا جوهر (انگلیسی: Aranya Johar؛ زادهٔ ۸ سپتامبر ۱۹۹۸) شاعر اهل هند است.
وی همچنین برندهٔ جوایزی همچون ۱۰۰ زن بی‌بی‌سی شده‌است.